# گنج‌آباد (سرخ‌قلعه، یک)
گنج‌آباد، روستایی در دهستان سرخ قلعه بخش سرخ قلعه شهرستان قلعه‌گنج در استان کرمان ایران است.

## جمعیت
بر پایه سرشماری عمومی نفوس و مسکن در سال ۱۳۹۵، جمعیت این روستا برابر با ۸۷۵ نفر (۲۳۰ خانوار) بوده‌است.